# Giv oss, o Gud, ett dagligt bröd

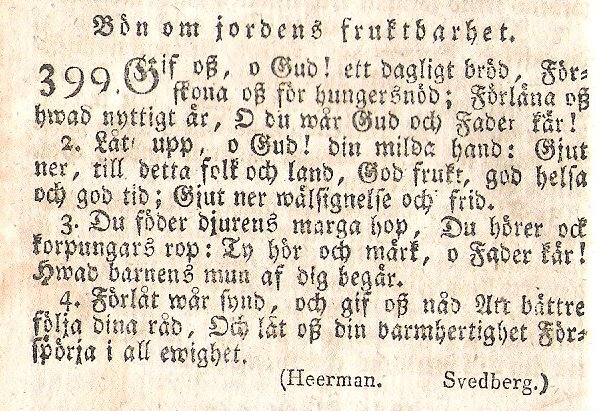
Giv oss, o Gud, ett dagligt bröd i 1819 års psalmbok.

Giv oss, o Gud, ett dagligt bröd är en gammal psalm i fyra verser av Nicolaus Hermann, troligen från 1562, som översattes av Jesper Swedberg 1694.
1695 års psalm inleds med orden:
Gif oss, o Gudh! wårt daglig brödh
Förskona oss för hungers nödh
Enligt 1697 års koralbok användes samma melodi till psalmerna Jesu! tu äst wår salighet (nr 175) och O Gudh! tu wast i fordom tijd (nr 321).
|  |
|  |

## Publicerad som
- Nr 373 i 1695  års psalmbok under rubriken "Om Jordenes frucktbarhet".
- Nr 399 i 1819 års psalmbok under rubriken "Med avseende på särskilda personer, tider och omständigheter: Årets tider och jordens fruktbarhet: Bön om jordens fruktbarhet".
- Nr 147 i Svensk söndagsskolsångbok 1908 under rubriken "Böne- och lovsånger".
- Nr 494 i 1937 års psalmbok under rubriken "Jordens fruktbarhet".